# Czwarty Doktor

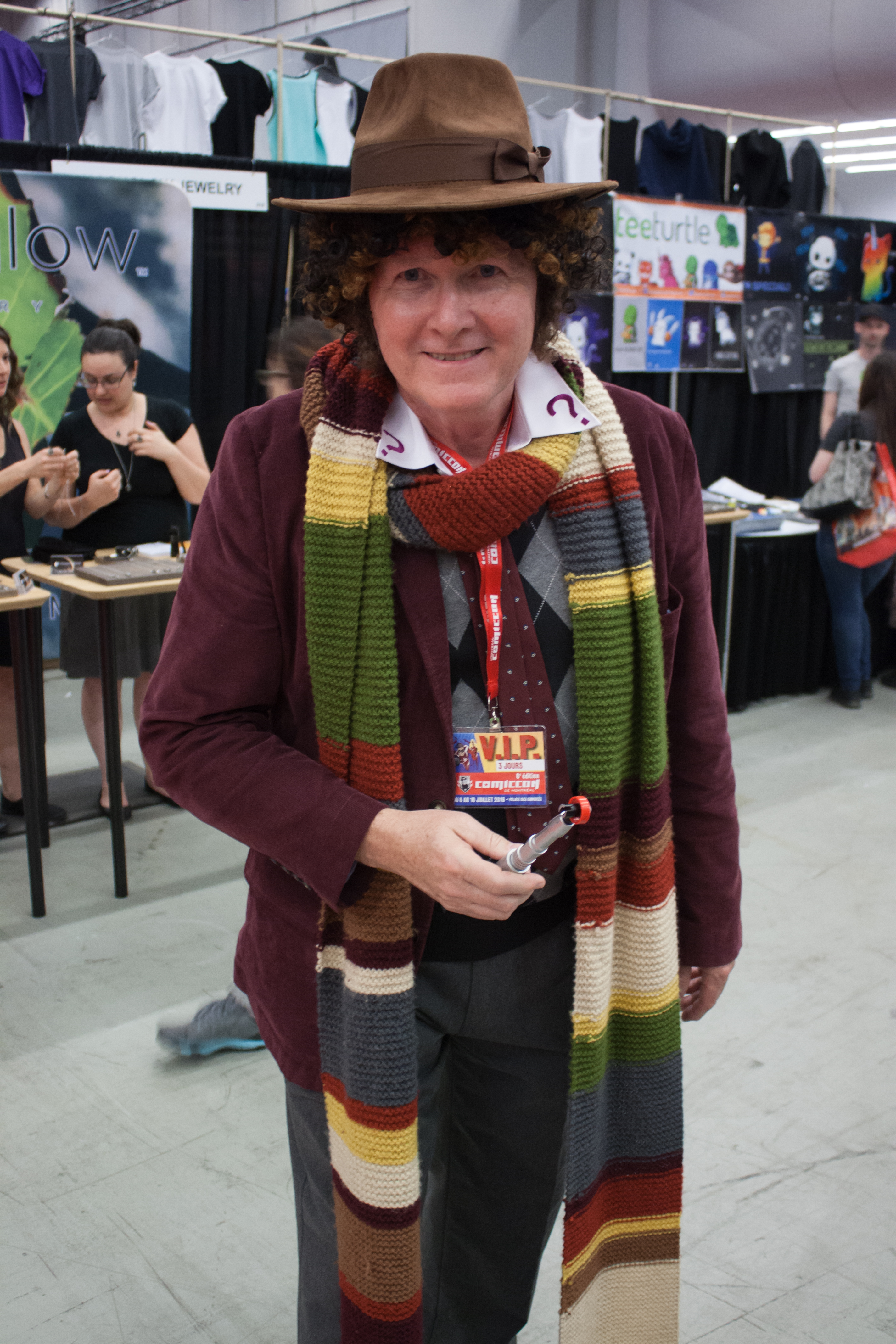
Fanka w charakterystycznym kostiumie Czwartego Doktora

Czwarty Doktor (ang. Fourth Doctor) – postać fikcyjna związana z brytyjskim serialem science-fiction pt. Doktor Who, odgrywana przez Toma Bakera. Jest czwartym wcieleniem tytułowego bohatera, występującym w 172 odcinkach w latach 1974-1981 (łącznie siedem sezonów), najdłużej spośród wszystkich jego wersji. Czwarty Doktor uchodzi obok Dziesiątego za najpopularniejszą i najbardziej rozpoznawalną inkarnację postaci.

## Za kulisami
Na początku 1974 r. odtwórca roli Doktora Jon Pertwee ogłosił swoje odejście z serialu po pięciu latach. Podczas poszukiwań jego następcy Bill Slater, ówczesny szef sekcji serialowej BBC, zasugerował producentom 40-letniego bezrobotnego aktora Toma Bakera wywodzącego się z Liverpoolu. Mimo zdobycia pewnego uznania w branży i wcześniejszej współpracy ze Slaterem, Baker nie miał stałego angażu oraz nowych propozycji, wobec czego zatrudnił się przez pewien czas na budowie. Po obejrzeniu jego ostatniego filmu pt. The Golden Voyage of Sindbad, producent Barry Letts i scenarzysta Terrance Dicks uznali Bakera za właściwą osobę do roli kolejnego Doktora. Aktor od samego początku miał olbrzymi wpływ na kształtowanie swojej postaci, upodabniając ją do siebie samego i próbując wykreować go na "niewinnego dziwaka nie z tego świata". Jego kreacja zaowocowała największą jak na tamte czasy oglądalnością serialu. Mimo to jego wizja Doktora niejednokrotnie odbiegała od decyzji twórców, co prowadziło czasami do konfliktów na planie. Baker ostatecznie zrezygnował z roli Doktora po siedmiu latach, głównie z powodu złej współpracy między nim a debiutującym producentem sezonu 18. - Johnem Nathanem-Turnerem - który do serialu postanowił wprowadzić drastyczne zmiany.

## Opis postaci
Czwarty Doktor zadebiutował w historii Robot, w której ranny od promieniowania Trzeci Doktor został zmuszony do regeneracji, przybierając postać wysokiego, kędzierzawego mężczyzny, o znacznie młodszym wyglądzie niż poprzednie wcielenia. Jego najbardziej zauważalną cechą charakteru jest ekscentryczność, szczególnie jego nieco dziwaczny i miejscami szalony styl bycia. Oprócz tego znany jest ze swego nonkonformizmu, buntu wobec autorytetów lub organizacji (w tym UNIT), sarkastycznego i wymyślnego humoru oraz zamiłowania do żelków. Na jego nietypowy, włóczęgowski ubiór składa się najczęściej brązowy surdut i kapelusz oraz przesadnie długi szal w różnobarwne pasy.
Czwartemu Doktorowi towarzyszyli początkowo Sarah Jane Smith, która wspomagała również jego poprzednika oraz, przez jeden sezon, oficer medyczny UNIT Harry Sullivan. Następnie po odejściu Sary Jane jej miejsce na dwa sezony zajęła wojowniczka Leela z plemienia Sevateem. Kolejną towarzyszką Doktora została Romana, która tak jak on należy do rasy Władców Czasu i która to dokonała regeneracji między ich pierwszym a następnym spotkaniem. W sezonie 18. do Doktora dołączają Australijka Tegan Jovanka oraz Adric, nastolatek z planety Alzarius. Czwartemu Doktorowi przez pewien czas towarzyszył także robopies K-9.
Kres Czwartego Doktora nastał w historii Logopolis, w której wraz ze swoimi towarzyszami wpadł w pułapkę swojego dawnego wroga Mistrza. Aby uratować tytułowe miasto oraz cały wszechświat przed zagładą, Doktor postanowił samodzielnie wspiąć się na talerz satelitarny i w ten sposób odłączyć Mistrza od niebezpiecznej aparatury. Mimo powodzenia, obroty talerza spowodowały jego upadek z wysokości, wskutek czego został zmuszony do regeneracji w swoje piąte wcielenie.